# Berylliumiodid
Berylliumiodid ist das Berylliumsalz der Iodwasserstoffsäure mit der Verhältnisformel BeI2. Die hygroskopische, stark toxische Substanz bildet tetragonale oder rhombische weiße Nadeln und reagiert heftig mit Wasser.

## Herstellung
Berylliumiodid kann aus den Elementen bei 500–700 °C hergestellt werden.
{\displaystyle \mathrm {Be+I_{2}\longrightarrow BeI_{2}} }
Ebenso ist die Reaktion von Berylliumcarbid und Iodwasserstoff in der Gasphase (Stickstoff) bei 600–700 °C möglich.
{\displaystyle \mathrm {Be_{2}C+4\ HI\longrightarrow 2\ BeI_{2}+CH_{4}} }
Die nasschemische Synthese ist nicht möglich.

## Eigenschaften
Berylliumiodid ist ein sehr hygroskopisches, weißes Pulver, das mit Wasser heftig unter Bildung von Iodwasserstoff reagiert.
{\displaystyle \mathrm {BeI_{2}+2\ H_{2}O\longrightarrow Be(OH)_{2}+2\ HI} }
Das Iod im Berylliumiodid wird leicht von anderen Halogenen verdrängt: mit Fluor entstehen Berylliumfluorid und verschiedene Iodfluoride, mit Chlor und Brom bilden sich Berylliumchlorid und Berylliumbromid.
Mit Oxidationsmitteln wie Kaliumpermanganat oder Kaliumchlorat wird das Iodid in einer heftigen Reaktion zum elementaren Iod oxidiert.
In der Dampfphase existiert Berylliumiodid als Dimer. Bei 1200 °C zersetzt sich der Dampf in die Elemente.
Die Bildungsenthalpie von Berylliumiodid beträgt 21,80 kJ/mol, die Verdampfungsenthalpie 70,5 kJ/mol.
Vom Berylliumiodid sind drei unterschiedliche Kristallstrukturen bekannt.
Gitterparameter der verschiedenen Modifikationen von Berylliumiodid
| Temperaturbereich | Kristallsystem | a [Å] | b [Å] | c [Å] |
| ----------------- | -------------- | ----- | ----- | ----- |
| bis 290 °C        | orthorhombisch | 11,18 | 5,94  | 6,04  |
| 290 °C bis 370 °C | orthorhombisch | 18,0  | 16,69 | 11,43 |
| über 370 °C       | tetragonal     | 5,84  | -     | 5,70  |